# 创新管理
创新管理是指企業創新过程的管理和應變管理的结合。具體來說這一概念指的是产品、业务过程、营销和组织的创新。创新管理使企業能够在遇到外部或内部机会時會有所應變，并利用其创造力引进新的想法、程序或产品。